# Точечная мутация

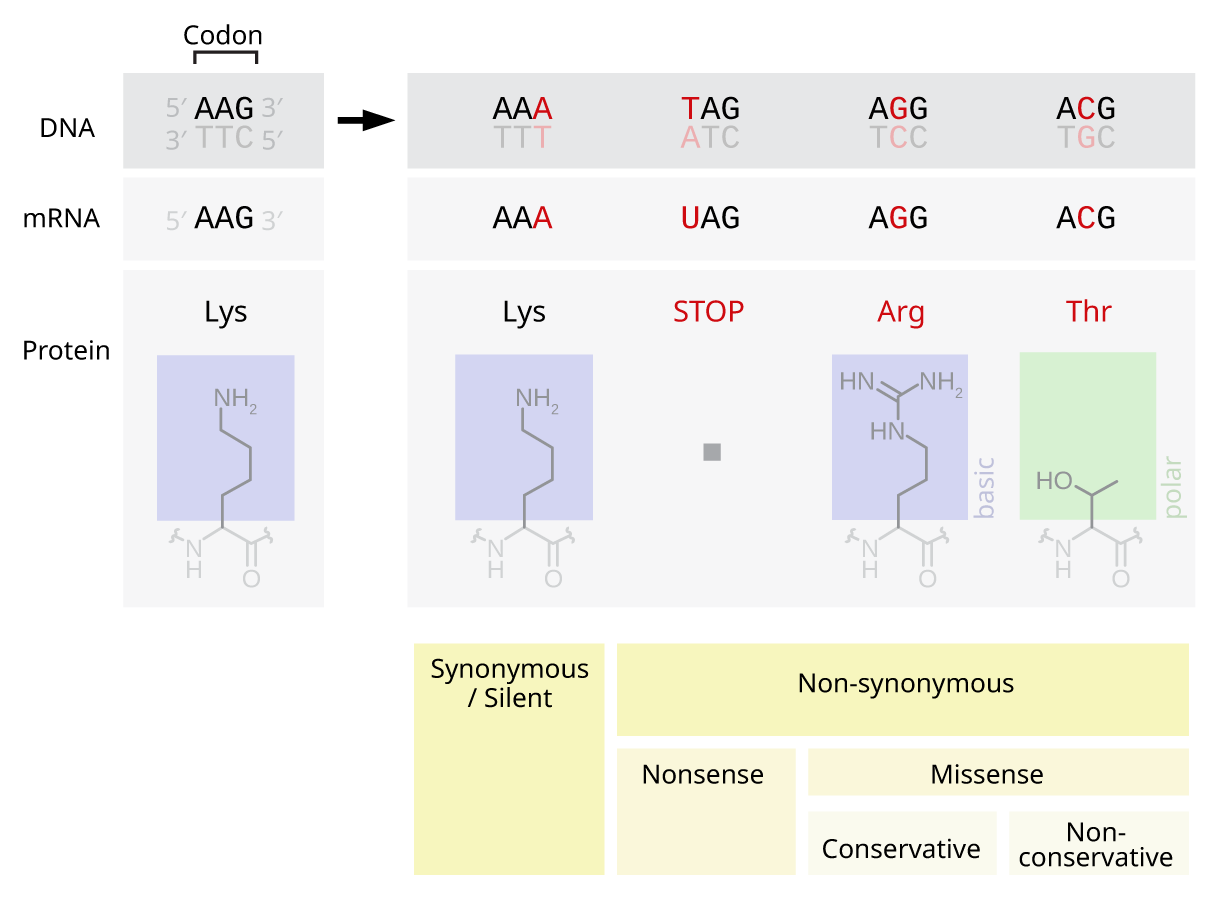
3 типа точечных мутаций.

Точечная мутация — тип мутации в ДНК или РНК, при котором одно азотистое основание заменяется другим. Термин также применяется и в отношении парных замен, инсерции или делеции одного или нескольких нуклеотидов. Точечные мутации, возникающие в некодирующей ДНК, обычно никак себя не проявляют. Точечный мутант — организм, в генотипе которого произошла точечная мутация.
Точечные мутации классифицируют по эффекту, который изменённый нуклеотид оказывает на триплет:
- Синонимичная мутация (сайленс- или сеймсенс-мутация) — кодон продолжает кодировать ту же аминокислоту.
- Нонсенс-мутация — мутация, в результате которой кодон теряет способность кодировать какую-либо аминокислоту и становится стоп-кодоном, что приводит к преждевременной терминации синтеза белка.
- Миссенс-мутация — переключает кодон на кодирование другой аминокислоты.

## Мутации замены оснований
- Точечные мутации замены оснований делят на транзиции и трансверсии[1][2].
- Транзиция — одно пуриновое основание замещается на другое (аденин на гуанин или наоборот), либо происходит аналогичная замена пиримидиновых оснований (тимин с цитозином).
- Трансверсия — пуриновое основание замещается на пиримидиновое основание или наоборот.

Транзиции происходят чаще, чем трансверсии.
Мутации замены оснований делятся на мишенные мутации замены оснований, немишенные и задерживающиеся мутации.

### Мишенные мутации замены оснований
Мутации замены оснований, которые появляются напротив повреждений молекулы ДНК и способны останавливать синтез ДНК, называются мишенными мутациями замены оснований (от слова «мишень») . К мишенным мутациям замены оснований приводят, например, циклобутановые пиримидиновые димеры.

### Немишенные мутации замены оснований
Иногда мутации замены оснований образуются на неповрежденных участках ДНК. Такие мутации называются немишенными мутациями замены оснований. Механизмы образования немишенных мутаций замены оснований были разработаны в рамках полимеразной и полимеразно-таутомерной моделей мутагенеза.

### Задерживающиеся мутации замены оснований
Мутации замены оснований не всегда образуются сразу же после воздействия мутагена. Иногда они появляются после десятков циклов репликации. Это явление носит название задерживающихся мутаций. Нестабильность генома — главная причина образования злокачественных опухолей — характеризуется резким возрастанием количества немишенных и задерживающихся мутаций. Механизмы образования задерживающихся мутаций в настоящее время не известны.

## Точечные мутации сдвига рамки чтения
Точечные мутации сдвига рамки чтения гена делят на делеции и инсерции.
- Делеция — в молекуле ДНК выпадает один или несколько нуклеотидов.
- Инсерция — в молекулу ДНК встраивается один или несколько нуклеотидов.

Точечные мутации противопоставляются сложным мутациям, при которых один участок ДНК заменяется участком другой длины и иного нуклеотидного состава.
Точечные мутации могут появляться напротив таких повреждений молекулы ДНК, которые способны останавливать синтез ДНК. Например, напротив циклобутановых пиримидиновых димеров. Такие мутации называются мишенными мутациями (от слова «мишень»). Циклобутановые пиримидиновые димеры вызывают как мишенные мутации замены оснований, так и мишенные мутации сдвига рамки.
Иногда точечные мутации образуются на так называемых неповреждённых участках ДНК, часто в небольшой окрестности от фотодимеров. Такие мутации называются немишенными мутациями замены оснований или немишенными мутациями сдвига рамки.
Точечные мутации образуются не всегда сразу же после воздействия мутагена. Иногда они появляются после десятков циклов репликации. Это явление носит название задерживающихся мутаций. При нестабильности генома, главной причине образования злокачественных опухолей, резко возрастает количество немишенных и задерживающихся мутаций.

## Причины возникновения
Точечные мутации могут возникать в результате спонтанных мутаций, происходящих во время репликации ДНК. Они также могут возникать в результате действия мутагенов — к примеру, воздействия ультрафиолетового или рентгеновского излучения, высокой температуры или химических веществ. Мутации появляются при синтезе молекулы ДНК, содержащей повреждения, в процессах репликации ДНК, репарации ДНК или транскрипции.
В настоящее время существует несколько подходов, используемых для объяснения природы и механизмов образования точечных мутаций. В рамках общепринятой, полимеразной модели считается, что единственная причина образования мутаций замены оснований — спорадические ошибки ДНК-полимераз. Уотсон и Крик предложили таутомерную модель спонтанного мутагенеза. Они объяснили появление спонтанных мутаций замены оснований тем, что при соприкосновении молекулы ДНК с молекулами воды могут изменяться таутомерные состояния оснований ДНК. Образование мутаций замены оснований объяснялось образованием Хугстиновских пар. Одной из причин образования мутаций замены основания считается дезаминирование 5-метилцитозина.
Активные формы кислорода (АФК), которые являются побочными продуктами клеточного метаболизма, могут дополнительно способствовать точечным мутациям, вызывая окислительный стресс. АФК могут привести к модификациям оснований или разрывам цепи ДНК, что приводит к мутациям, если их не исправить должным образом. Со временем связи ДНК могут деградировать из-за факторов окружающей среды или естественного процесса старения, что увеличивает вероятность мутаций. Старение также может влиять на эффективность механизмов репликации и восстановления ДНК, что приводит к более высокой частоте точковых мутаций, поскольку клетки со временем накапливают повреждения.